# 抹黑純真
《抹黑純真》（日语：／ Masshiro na mono ha yogoshi takunaru */?，直譯為「想讓純白之物變得污穢」）是日本女子偶像团体櫸坂46的首張音樂專輯，於2017年7月19日由Sony Records發行。

## 概要
該專輯發行的消息，由隊長菅井友香與副隊長守屋茜在2017年6月16日於影音串流網站SHOWROOM的特別節目《櫸坂46 緊急SHOWROOM直播!》首次公開。同月16日，櫸坂46官方網站公布專輯名稱及各版本詳細的收錄內容。
該專輯分為初回限定盤Type-A、初回限定盤Type-B、通常盤等三種版本，前兩者為2CD加DVD，後者則只有CD。初回限定盤Type-A收錄8首新曲，而Type-B則收錄7首新曲。通常盤收錄了14首目前為止發行的歌曲，1首新曲以及首次音源化的「Overture」。各版本總共收錄39新舊歌曲。

## 收錄曲目

### 初回限定盤 Type A
CD 1
1. 《Overture》
（作曲：渡邊尚，編曲：渡邊尚）
2. 《沉默的多數》（サイレントマジョリティー）
（作詞：秋元康，作曲：Bugbear，編曲：久下真音）
收錄於首張單曲《沉默的多數》
3. 《牵手回家吧》（手を繋いで帰ろうか）
（作詞：秋元康，作曲・編曲：Akira Sunset）
收錄於首張單曲《沉默的多數》
4. 《你已不在》（キミガイナイ）
（作詞：秋元康，作曲：SoichiroK、Nozomu.S，編曲：Soulife、後藤勇一郎）
收錄於首張單曲《沉默的多數》
5. 《世界上只有愛》（世界には愛しかない）
（作詞：秋元康，作曲：白戸佑輔，編曲：野中「雅」雄一）
收錄於第2張單曲《世界上只有愛》
6. 《談談未來吧…》（語るなら未来を…）
（作詞：秋元康，作曲：PENGUINS PROJECT，編曲：佐佐木望）
收錄於第2張單曲《世界上只有愛》
7. 《平假名欅坂》（ひらがなけやき）- 平假名櫸坂46
（作詞：秋元康，作曲：川浦正大，編曲：野中「雅」雄一）
收錄於第2張單曲《世界上只有愛》
8. 《兩人季節》（二人セゾン）
（作詞：秋元康，作曲・編曲：aokado）
收錄於第3張單曲《兩人季節》
9. 《制服与太阳》（制服と太陽）
（作詞：秋元康，作曲：SoichiroK、Nozomu.S，編曲：Soulife）
收錄於第3張單曲《兩人季節》
10. 《跳得比誰都還高！》（誰よりも高く跳べ!）- 平假名櫸坂46
（作詞：秋元康，作曲：神香織 (カミカオル)、doubleglass，編曲：野中「雅」雄一）
收錄於第3張單曲《兩人季節》
11. 《大人都不相信》（大人は信じてくれない）
（作詞：秋元康，作曲・編曲：川端正美）
收錄於第3張單曲《兩人季節》
12. 《不协和音》（不協和音）
（作詞：秋元康、作曲・編曲：Bugbear）
收錄於第4張單曲《不协和音》
13. 《穩定交往中》（僕たちは付き合っている）- 平假名榉坂46
（作詞：秋元康、作曲・編曲：Yo-Hey）
收錄於第4張單曲《不协和音》
14. 《獨特自我》（エキセントリック）
（作詞：秋元康、作曲：納斯卡〔佐藤大志、山内麻里子〕、編曲：the Third）
收錄於第4張單曲《不协和音》
15. 《W-KEYAKIZAKA之詩（日语：W-KEYAKIZAKAの詩）》- 榉&平假名榉坂组
（作詞：秋元康、作曲：前迫潤哉，Yasutaka.Ishio、編曲：佐佐木裕）
收錄於第4張單曲《不协和音》

CD 2
1. 《星期一的早晨，裙子被剪了》（月曜日の朝、スカートを切られた）
（作詞：秋元康，作曲：饗庭純，編曲：	若田部誠）
2. 《PARCO從澀谷消失的那一天》（渋谷からPARCOが消えた日）
（作詞：秋元康，作曲・編曲：原田篤）
收錄於第2張單曲《世界上只有愛》
3. 《變不回少女》（少女には戻れない）- 五人囃子
（作詞：秋元康，作曲：饗庭純，編曲：K5）
4. 《錯過的公車》（乗り遅れたバス）
（作詞：秋元康，作曲：SoichiroK、Nozomu.S，編曲：Soulife、後藤勇一郎）
收錄於首張單曲《沉默的多數》
5. 《從哪能看見東京鐵塔？》（東京タワーはどこから見える?）
（作詞：秋元康，作曲：本田光史郎，編曲：APAZZI）
6. 《等待百年》（100年待てば）- 長濱禰留
（作詞：秋元康，作曲：坂本麗衣，編曲：坂本麗衣、津田直彥）
7. 《沉默的戀人啊》（沈黙した恋人よ）
（作詞：秋元康，作曲：杉山勝彥，編曲：杉山勝彥、三谷秀甫、谷地學）
8. 《调音》（チューニング）- Yui醬s
（作詞：秋元康、作曲：渡邉沙志、編曲：野中「雅」雄一）
收錄於第4張單曲《不协和音》
9. 《不一樣的藍天》（青空が違う）- 青空和MARRY
（作詞：秋元康，作曲：杉山勝彦，編曲：杉山勝彦、有木龍郎）
收錄於第2張單曲《世界上只有愛》
10. 《夕阳1/3》（夕陽1/3）- 手友&祢留
（作詞：秋元康，作曲：Akira Sunset、山口隆志，編曲：Akira Sunset、山口隆志、遠藤直樹、鈴木歌穂）
收錄於第3張單曲《兩人季節》
11. 《貓咪的名字》（猫の名前）
（作詞：秋元康，作曲：小松清人，編曲：板垣祐介）
12. 《太陽不會選擇抬頭的人》（太陽は見上げる人を選ばない）- 欅坂&平假名欅坂組
（作詞：秋元康，作曲：池澤聰，編曲：池澤聰）
13. 《危險計劃》（危なっかしい計画）
（作詞：秋元康，作曲：納斯卡〔佐藤大志、山内麻里子〕，編曲：佐佐木裕）
14. 《我的棺木》（自分の棺）- 平手友梨奈
（作詞：秋元康，作曲：池澤聰，編曲：池澤聰）

### 初回限定盤 Type B
CD 1
1. 《Overture》
2. 《沉默的多數》
3. 《牵手回家吧》
4. 《你已不在》
5. 《世界上只有愛》
6. 《談談未來吧…》
7. 《平假名欅坂》- 平假名櫸坂46
8. 《兩人季節》
9. 《制服与太阳》
10. 《跳得比誰都還高！》- 平假名櫸坂46
11. 《大人都不相信》
12. 《不协和音》
13. 《穩定交往中》- 平假名櫸坂46
14. 《獨特自我》
15. 《W-KEYAKIZAKA之詩》- 櫸坂&平假名櫸坂组

CD 2
1. 《星期一的早晨，裙子被剪了》
2. 《不再尋找你》（君をもう探さない）
（作詞：秋元康，作曲：片桐周太郎，編曲：若田部誠）
3. 《澀谷川》（渋谷川）- Yui醬
（作詞：秋元康，作曲：中村泰輔，編曲：松浦晃久）
收錄於首張單曲《沉默的多數》
4. 《夏天的花不只向日葵》（夏の花は向日葵だけじゃない）- 今泉佑唯
（作詞：秋元康，作曲：MARKIE，編曲：伊原脩、塚田貴成）
5. 《只有一行的航空信》（1行だけのエアメール）- Yui醬
（作詞：秋元康，作曲：中村泰輔，編曲：中村泰輔）
6. 《AM1:27》
（作詞：秋元康，作曲：Linia，編曲：Linia）
7. 《這裡沒有的足跡》（ここにない足跡）- 青空和MARRY
（作詞：秋元康，作曲：前迫潤哉、Dr.Lilcom、春川仁志，編曲：Dr.Lilcom）
8. 《永遠的白線》（永遠の白線）- 平假名櫸坂46
（作詞：秋元康，作曲：石井健太郎，編曲：石井健太郎）
9. 《芭蕾舞與少年》（バレエと少年）- 156
（作詞：秋元康，作曲：中村泰輔，編曲：中村泰輔）
10. 《我们的战争》（僕たちの戦争）- FIVE CARDS
（作詞：秋元康，作曲：Bugbear，編曲：久下真音）
收錄於第3張單曲《兩人季節》
11. 《悲傷的微笑》（微笑みが悲しい）
（作詞：秋元康、作曲：藤田香文、編曲：若田部誠）
收錄於第4張單曲《不协和音》
12. 《破碎的手機螢幕》（割れたスマホ）- 青空和MARRY
（作詞：秋元康、作曲，編曲：GRAVITY）
收錄於第4張單曲《不协和音》
13. 《危險計劃》
（作詞：秋元康，作曲：Nazca〔佐藤大志、山内麻里子〕，編曲：佐佐木裕）

### 通常盤
CD
1. 《Overture》
2. 《沉默的多數》
3. 《牵手回家吧》
4. 《你已不在》
5. 《世界上只有愛》
6. 《談談未來吧…》
7. 《平假名櫸坂》- 平假名櫸坂46
8. 《兩人季節》
9. 《制服与太阳》
10. 《跳得比誰都還高！》- 平假名櫸坂46
11. 《大人都不相信》
12. 《不协和音》
13. 《穩定交往中》- 平假名櫸坂46
14. 《獨特自我》
15. 《W-KEYAKIZAKA之詩》- 櫸坂&平假名櫸坂组
16. 《星期一的早晨，裙子被剪了》

## 選拔成員

### 星期一的早晨，裙子被剪了
（中心成员：平手友梨奈）
- 石森虹花、今泉佑唯、上村莉菜、尾関梨香、織田奈那、小池美波、小林由依、齋藤冬優花、佐藤詩織、志田愛佳、菅井友香、鈴本美愉、長沢菜菜香、土生瑞穂、原田葵、平手友梨奈、守屋茜、米谷奈奈未、渡邊梨加、渡边理佐、長濱禰留

### 變不回少女
「五人囃子」名義
- 石森虹花、織田奈那、齋藤冬優花、佐藤詩織、土生瑞穂

### 從哪能看見東京鐵塔？
（中心成员：平手友梨奈）
- 石森虹花、今泉佑唯、上村莉菜、尾関梨香、織田奈那、小池美波、小林由依、齋藤冬優花、佐藤詩織、志田愛佳、菅井友香、鈴本美愉、長沢菜菜香、土生瑞穂、原田葵、平手友梨奈、守屋茜、米谷奈奈未、渡辺梨加、渡邉理佐、長濱禰留

### 等待百年
- 長濱禰留

### 沉默的戀人啊
- 潮紗理菜、加藤史帆、齊藤京子、佐佐木久美、高本彩花

### 貓咪的名字
- 菅井友香、守屋茜、加藤史帆、佐佐木久美

### 太陽不會選擇抬頭的人
「櫸&平假名櫸坂46」名義
（中心成员：平手友梨奈）
- 石森虹花、今泉佑唯、上村莉菜、尾関梨香、織田奈那、小池美波、小林由依、齋藤冬優花、佐藤詩織、志田愛佳、菅井友香、鈴本美愉、長沢菜菜香、土生瑞穂、原田葵、平手友梨奈、守屋茜、米谷奈奈未、渡辺梨加、渡邉理佐、長濱禰留、井口眞緒、潮紗理菜、柿崎芽実、影山優佳、加藤史帆、齊藤京子、佐佐木久美、佐佐木美玲、高瀬愛奈、高本彩花、東村芽依[6]

### 危險計劃
（中心成员：平手友梨奈）
- 石森虹花、今泉佑唯、上村莉菜、尾関梨香、織田奈那、小池美波、小林由依、齋藤冬優花、佐藤詩織、志田愛佳、菅井友香、鈴本美愉、長沢菜菜香、土生瑞穂、原田葵、平手友梨奈、守屋茜、米谷奈奈未、渡辺梨加、渡邉理佐、長濱禰留

### 我的棺木
- 平手友梨奈

### 你已不在
（中心成员：平手友梨奈）
- 石森虹花、今泉佑唯、上村莉菜、尾関梨香、織田奈那、小池美波、小林由依、齋藤冬優花、佐藤詩織、志田愛佳、菅井友香、鈴本美愉、長沢菜菜香、土生瑞穂、原田葵、平手友梨奈、守屋茜、米谷奈奈未、渡辺梨加、渡邉理佐、長濱禰留

### 夏季的花不只向日葵
- 今泉佑唯

### 只有一行的航空信
「Yui醬」名義
- 今泉佑唯、小林由依

### AM1:27
- 小林由依、鈴本美愉、平手友梨奈

### 這裡沒有的足跡
「青空和MARRY」名義
- 志田愛佳、菅井友香、守屋茜、渡辺梨加、渡邉理佐

### 永遠的白線
「平假名櫸坂46」名義
（中心成员：長濱禰留）
- 井口眞緒、潮紗理菜、柿崎芽實、影山優佳、加藤史帆、齊藤京子、佐佐木久美、佐佐木美玲、高瀬愛奈、高本彩花、長濱禰留、東村芽依

### 芭蕾舞與少年
「156」名義
- 上村莉菜、尾関梨香、小池美波、長沢菜菜香、原田葵、米谷奈奈未

## 備註
1. ↑  . 台灣索尼音樂JPOP臉書專頁. 2017-07-18.
2. ↑  . 官方網站. 2017-06-17  [2017-07-02]. （原始内容存档于2019-08-11） （日语）.
3. ↑  . Natalie. 2017-06-17  [2017-07-02]. （原始内容存档于2020-10-21） （日语）.
4. 1 2  . 櫸坂46官方網站 (櫸坂46營運事務局). 2017-06-23  [2017-07-02] （日语）.
5. ↑  . 台灣索尼音樂JPOP臉書專頁. 2017-07-24  [2022-06-27]. （原始内容存档于2019-04-25）.
6. ↑  . 音楽ナタリー. 2017-06-24. （原始内容存档于2020-10-10） （日语）.

## 外部連結
- 欅坂46官方介紹頁面 （页面存档备份，存于）（日語）
- Sony Records官方欅坂46作品介紹頁面 （页面存档备份，存于）（日語）
- 音樂錄影帶（日語）
  - YouTube上的欅坂46「獨特自我」（2017年7月5日，僅限日本國內觀賞）
  - YouTube上的欅坂46「星期一的早晨，裙子被剪了」（2017年7月18日，僅限日本國內觀賞）
- 音樂錄影帶（繁體中文）
  - YouTube上的欅坂46／星期一的早晨，裙子被剪了（中字完整版）（2017年7月30日）